# Aderkas (Adelsgeschlecht)

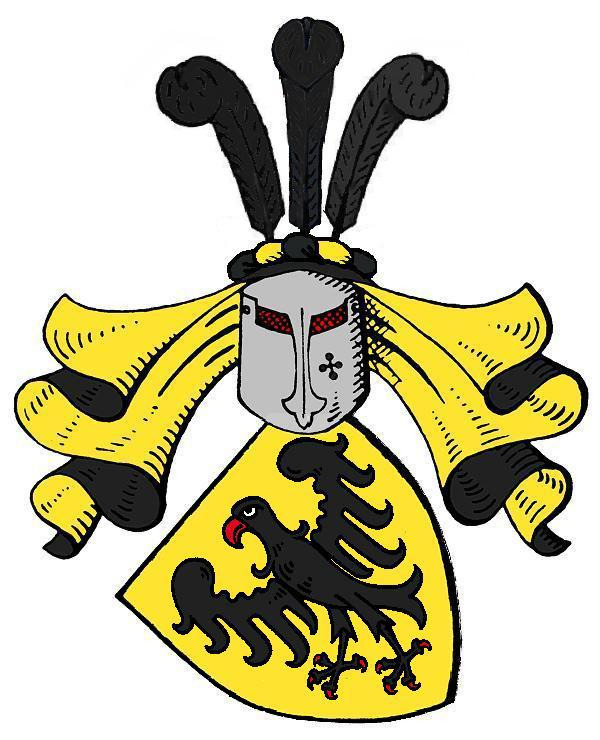
Wappen derer von Aderkas

Aderkas ist der Name eines deutschbaltisches Uradelsgeschlechts, welches bereits im 13. Jahrhundert in Livland angesiedelt war. Späterhin konnte sich das Geschlecht ebenfalls in Estland und auf Oesel, für einige Zeit auch nach Dänemark und von dort nach Preußen, sowie letztlich in Russland ausbreiten. Einzelne Zweige der Familie bestehen bis heute fort.

## Geschichte der Familie
Erstmals urkundlich erwähnt wird das Geschlecht 1277 in Livland mit dem Ritter Johannes de Adricas, der ein Vasall des Erzbischofs von Riga war.
Die Familie leitet ihren Namen von dem Lehnsbesitz Adrikas, der nahe Lemsal liegt, her. Dort lagen auch die anderen Güter der Familie, von denen Kadfer bereits 1357 und Bisterwolde 1491 erworben wurde. Fabian von Aderkas kaufte zudem 1683 für die Familie das Gut Kürbis, welches auch Wittersbeck oder Wettersbach genannt wurde. Ein Gut Kürbis-Bisterwolde war noch 1939 im Besitz der Familie Aderkas.
Auf Ösel gelangte die Familie derer von Aderkas durch Heirat 1725 an Peude mit dem Gutshaus Otimanor, das sie – wie Koik – bis 1919 behielten. Hier stellten sie mit Ottokar von Aderkas (1806–1863) einen Landmarschall.
In der Wiek waren die Aderkas seit 1441 begütert. Anfangs besaßen sie hier Willküll, weitere Güter sollten über die Jahre hinzukommen. Drei Linien der Familie folgten hier im Güterbesitz aufeinander. Otto Heinrich von Aderkas, aus der zweiten Linie, begab sich vor 1700 in dänische Dienste und gründete dort das Haus Kervel. Seine Nachkommen machten sich im neumärkischen Stolzenfelde sesshaft und stellten mehrfach Offiziere in der preußischen Armee. Mit Friedrich Wilhelm Karl von Aderkas (1767–1843), Major a. D. und Professor der Kriegswissenschaften in Dorpat, ist das dänische Haus Kervel und die daraus hervorgegangene preußische Linie erloschen. Angehörige aus der ebenfalls zweiten estnischen Linie, Ast Sallajöggi lebten bis mindestens etwa Mitte des 20. Jahrhunderts in Russland.
Nach geleisteten Militärdiensten erhielten die Aderkas einige Anerkennung; unter anderem stellten sie einen Statthalter von Wilna im Jahre 1649. Im neunzehnten Jahrhundert haben mehrere Angehörige der Familie in verschiedenen Offiziersgarden auch im russischen Heer gedient. Der russische Geheimrat und Generalkonsul in Lübeck Gotthard Emanuel von Aderkas (1773–1861), erhielt einen persönlichen Baronstitel, der die Gesamtfamilie jedoch nicht berührte und demnach auch nicht vererbt wurde.
Diese Kontinuität der Familie im Güterbesitz bei Lemsal und in der Wiek über teilweise 700 Jahre bzw. abgeschwächt bei Hapsal über 500 Jahre ist als besondere Ausnahme für die baltische Nobilität anzusehen.
Zwei Mitglieder der Familie wurde Anfang des 20. Jahrhunderts laut einem Bericht in der Düna-Zeitung ermordet.

## Wappen

Wappen Aderkas in der polnischen Heraldik

Das Stammwappen zeigt in Gold einen auffliegenden schwarzen Falken. Auf dem Helm mit schwarz-goldenen Decken drei schwarze Straußenfedern.
Bis in das 16. Jahrhundert zeigte das Wappen auch in Gold einen blauen Schrägbalken, überlegt mit einem schwarzen Raubvogel. Auf dem Helm mit schwarz-goldenen Decken drei (blau, schwarz und gold) Straußenfedern.
Der Wappenvogel war bis ins 20. Jahrhundert als Adler bzw. Raubvogel blasoniert.

## Bekannte Namensträger
- Claus III. von Aderkas, (erw. 1533–1570), Stiftsvogt, Rat des Bischofs von Ösel-Wiek.
- Reinhold von Aderkas, 1569 Ritterschaftshauptmann von Pernau.
- Jürgen von Aderkas (1603–1631), schwedischer Oberst und Regimentskommandeur, gefallen in der Schlacht bei Breitenfeld.
- Fabian von Aderkas († 1683), schwedischer Generalmajor
- Carl Johann von Aderkas († 1708), schwedischer bzw. oldenburgischer Oberst, gefallen in der Schlacht bei Oudenaarde[3]
- Wilhelm Fabian von Aderkas Василий Родионович Адеркас (1771–1838), russischer Major, Kreisrichter und Gutsbesitzer in Estland.
- Heinrich Otto von Aderkas Андрей Антонович Адеркас (1770–1840), russischer Generalquartiermeister und Generalleutnant.
- Berend Otto von Aderkas Борис Антонович Адеркас (1775–1831), Zivilgouverneur von Pskow
- Friedrich Wilhelm Karl von Aderkas (1767–1843), Professor der Kriegswissenschaften an der Universität Dorpat.
- Gotthard Emanuel Baron von Aderkas Эмануил Богданович Адеркас (1773–1861), russischer Geheimer Rat und Generalkonsul in Lübeck.
- Karl Wilhelm Ottokar von Aderkas Карл Владимирович Адеркас (1806–1869), russischer Oberst, Wirklicher Staatsrat, Oeselscher Landmarschall.
- Emanuel Woldemar Ottokar Alexander von Aderkas Эммануил Викторович Адеркас  (1845–1898), russischer Generalmajor.
- Woldemar Alexander Emanuel Victor von Aderkas (1849–1908), Landrat auf Ösel.
- Emanuel Hugo Eugen Ottokar von Aderkas Оттокар Карлович Адеркас (1859–1921), russischer Geheimer Rat.
- Claus von Aderkas (1919–2007), Pastor, Direktor der Inneren Mission Bremen.